# 南门桥 (东平)
南门桥位于东平县州城南门外护城河上，始建于元代。
桥全长47.5米，地上高度2.3米，原建筑现存3孔，桥孔上还有雕塑。是当时东平南北交通要道。